# Michael Deckner
Michael Deckner ist ein deutscher Synchronsprecher.

## Leben
Als Synchronsprecher sprach Deckner unter anderem Jim Brown in Running Man und Jon Lovitz in Casino Jack. Außerdem sprach er verschiedene Hörbücher sowie zahlreiche Rollen in Computerspielen ein.

## Synchronarbeiten (Auswahl)
- Arnold Willems in Coppers als Paul Meerhout
- Erick Avari in Kevin – Allein gegen alle als Prescott
- Jim Brown in Running Man als Fireball (2. Synchronisation)
- Oleg Chernigov in Newsmakers – Terror hat ein neues Gesicht als Mihailich
- Jon Lovitz in Casino Jack als Adam Kidan
- Jerzy Slonka in Quo vadis? als Vitelius
- Bernard Cribbins in Ein Mops zum Verlieben als Albert

## Videospiele (Auswahl)
- 2001: Gothic als Raven, Cor Kalom u. a.[1]
- 2001: Stronghold als Lord Woolsack
- 2001: Ballerburg als Kugelschlepper Prall
- 2002: Mafia: City of Lost Heaven als Vincenzo[2]
- 2002: Gothic II als Lord Garond, Gerbrandt u. a.
- 2003: Gothic II: Die Nacht des Raben als Raven, Riordian u. a.
- 2004: Sacred als Alcalata[3]
- 2005: Sacred Underworld als Alcalata
- 2006: Anno 1701 als Graf Winfried von Schallert[4]
- 2007: Die Siedler II – Die nächste Generation
- 2007: Buzz! Junior Monsterspaß als Sprecher
- 2010: Heavy Rain als Manfred[5]
- 2010: Alan Wake als Doctor Nelson, Deputy Mulligan[6]
- 2010: Arcania als Hathon[7]
- 2010: Fable 3 als Major Swift[8]
- 2011: Mario Tennis Open als Stadionsprecher
- 2012: Risen 2: Dark Waters als Di Fuego[9], Pantaleo, Miguel, Custodio
- 2013: Spongebob Schwammkopf: Planktons fiese Robo-Rache als Mr. Krabs[10]
- 2014: Risen 3: Titan Lords[11]
- 2015: Mario Tennis: Ultra Smash als Stadionsprecher
- 2015: Everybody’s Gone to the Rapture als Howard & Charlie Tate
- 2015: King’s Quest als König Graham
- 2016: Final Fantasy XV
- 2017: Wolfenstein II: The New Colossus als Herr Heiler / Adolf Hitler (Deutsche Version)[12]
- 2018: Mario Tennis Aces als Stadionsprecher
- 2019: Anno 1800 als Carl Leonard von Malching[13]